# Liga Națională de handbal feminin 2013-2014, promovare și retrogradare
Acest articol descrie fazele de promovare și retrogradare la finalul Ligii Naționale de handbal feminin 2013-2014.

## Format
Începând cu ediția 2014-2015, Liga Națională de handbal feminin va reveni la formatul cu 14 echipe. Conform regulamentului publicat de FRH, echipele clasate pe ultimele două locuri în Liga Națională, sezonul 2013-2014, nu retrogradează direct, ci trebuie să dispute un turneu de baraj împreună cu echipele care au terminat sezonul pe locul 2 în cele două serii ale Diviziei A. Astfel, primele două clasate în turneul de baraj vor rămâne sau, după caz, vor promova în Liga Națională. Conform clasamentului final al Diviziei A, la turneul de baraj au luat parte HM Buzău, care a terminat pe locul 2 în seria A, respectiv HC Alba Sebeș, care a terminat pe locul 2 în seria B.
Pe 6 mai, Federația Română de Handbal a anunțat că meciurile se vor disputa pe teren neutru, în sistem turneu (fiecare cu fiecare). Pe 19 mai 2014, FRH a publicat programul turneului și a anunțat că meciurile se vor organiza în Sala Transilvania din Sibiu, între 2 și 4 iunie 2014.
Ca și în edițiile anterioare, echipele clasate pe locul 1 în cele două serii ale Diviziei A au promovat direct în Liga Națională. Aceste echipe sunt CSM Unirea Slobozia, câștigătoare a seriei A, respectiv SC Mureșul Târgu Mureș, câștigătoare a seriei B,

### Meciurile
Echipele înscrise în turneul pentru baraj au participat la ședința tehnică a FRH din data de 2 iunie 2014, unde a avut loc tragerea la sorți pentru distribuția echipelor. Pentru stabilirea ordinii meciurilor s-a aplicat Tabela Berger. Conform regulamentului, primele două echipe clasate urmau să promoveze/rămână în Liga Națională.
În urma disputării partidelor, CSU Neptun Constanța și CSM Ploiești au terminat pe primele două locuri și au rămas în Liga Națională și în sezonul următor.
|  | Echipe promovate/rămase în Liga Națională |
|  | Echipe retrogradate/rămase în Divizia A   |

| Poz. | Echipa               | J | V | E | Î | GM | GP | DG   | P |
| ---- | -------------------- | - | - | - | - | -- | -- | ---- | - |
| 1    | CSU Neptun Constanța | 3 | 3 | 0 | 0 | 91 | 62 | + 29 | 9 |
| 2    | CSM Ploiești         | 3 | 2 | 0 | 1 | 77 | 90 | - 13 | 6 |
| 3    | HM Buzău             | 3 | 0 | 1 | 2 | 81 | 85 | - 4  | 1 |
| 4    | HC Alba Sebeș        | 3 | 0 | 1 | 2 | 70 | 82 | - 12 | 1 |

| 2 iunie 2014 16:00 | HM Buzău   | 30 - 33 | CSM Ploiești | Sala Transilvania, Sibiu |
| 2 iunie 2014 16:00 | Ionescu 13 | (14-19) | Roman 13     | Sala Transilvania, Sibiu |
| 2 iunie 2014 16:00 | 4×         |         | 4×           | Sala Transilvania, Sibiu |

| 2 iunie 2014 18:00 | CSU Neptun Constanța | 29 - 20 | HC Alba Sebeș | Sala Transilvania, Sibiu |
| 2 iunie 2014 18:00 | Șeiko 9              | (13-9)  | Dobromir 6    | Sala Transilvania, Sibiu |
| 2 iunie 2014 18:00 | 3×                   |         | 4×            | Sala Transilvania, Sibiu |

| 3 iunie 2014 16:00 | CSM Ploiești | 25 - 22 | HC Alba Sebeș | Sala Transilvania, Sibiu Asistență: 200 |
| 3 iunie 2014 16:00 | Roman 7      | (13-12) | Ciolan 8      | Sala Transilvania, Sibiu Asistență: 200 |
| 3 iunie 2014 16:00 | 6×           | Cronica | 4×            | Sala Transilvania, Sibiu Asistență: 200 |

| 3 iunie 2014 18:00 | HM Buzău   | 23 - 24 | CSU Neptun Constanța | Sala Transilvania, Sibiu |
| 3 iunie 2014 18:00 | Ionescu 11 | (10-14) | Șeiko, Tiron 5       | Sala Transilvania, Sibiu |
| 3 iunie 2014 18:00 | 7×         |         | 5×                   | Sala Transilvania, Sibiu |

| 4 iunie 2014 11:00 | CSU Neptun Constanța | 38 - 19 | CSM Ploiești | Sala Transilvania, Sibiu |
| 4 iunie 2014 11:00 | Strahan 7            | (18-12) | Georgescu 5  | Sala Transilvania, Sibiu |
| 4 iunie 2014 11:00 |                      | 2×      |              | Sala Transilvania, Sibiu |

| 4 iunie 2014 13:00 | HC Alba Sebeș | 28 - 28 | HM Buzău   | Sala Transilvania, Sibiu |
| 4 iunie 2014 13:00 | Malac 7       | (15-15) | Ionescu 11 | Sala Transilvania, Sibiu |
| 4 iunie 2014 13:00 | Cronica       |         |            | Sala Transilvania, Sibiu |

### Topul marcatoarelor
Actualizat pe 4 iunie 2014
| Poz. | Nume                    | Echipă               | Goluri |
| ---- | ----------------------- | -------------------- | ------ |
| 1    | Anca Ionescu (ROU)      | HM Buzău             | 35     |
| 2    | Mirela Roman (ROU)      | CSM Ploiești         | 20     |
| 3    | Alla Șeiko (UKR)        | CSU Neptun Constanța | 19     |
| 4    | Marcela Malac (ROU)     | HC Alba Sebeș        | 17     |
| 5    | Simona Duță (ROU)       | HM Buzău             | 16     |
| 6    | Ana Ciolan (ROU)        | HC Alba Sebeș        | 15     |
| 7    | Bianca Tiron (ROU)      | CSU Neptun Constanța | 14     |
| 8    | Lavinia Dobromir (ROU)  | HC Alba Sebeș        | 13     |
| 8    | Andreea Mărginean (ROU) | CSU Neptun Constanța | 13     |
| 10   | Andreea Enescu (ROU)    | CSU Neptun Constanța | 10     |
| 10   | Mădălina Toma (ROU)     | CSU Neptun Constanța | 10     |